# Szczudłonogi
Szczudłonogi, szczudłakowate (Recurvirostridae) – rodzina ptaków z rzędu siewkowych (Charadriiformes).

## Zasięg występowania
Rodzina obejmuje gatunki brodzące, zamieszkujące Eurazję, Amerykę Północną i Południową, Afrykę, Australię i Oceanię.

## Charakterystyka
Ptaki te charakteryzują się następującymi cechami:
- średnia wielkość (100–500 g)
- długie lub bardzo długie nogi
- długi dziób (prosty lub wygięty w górę lub w dół)
- brak wyraźnego dymorfizmu płciowego i wiekowego
- kontrastowe (z reguły czarno-białe) ubarwienie
- żywią się drobnymi bezkręgowcami zbieranymi podczas brodzenia
- potrafią pływać
- 3 do 4 jaj w zniesieniu, wysiadują oboje rodzice.

## Systematyka
Do rodziny należą następujące rodzaje:
- Cladorhynchus G.R. Gray, 1840 – jedynym przedstawicielem jest Cladorhynchus leucocephalus (Vieillot, 1816) – szydłodziób
- Recurvirostra Linnaeus, 1758
- Himantopus Brisson, 1760